# Thysanoessa inermis
Thysanoessa inermis (лат.) — вид морских ракообразных из отряда Euphausiacea. Они могут достигать 3,2 см в длину. Питаются диатомовыми водорослями и динофлагеллятами. Встречается в Тихом океане, северо-восточной Атлантике и Арктике, от умеренных до полярных вод, на глубине от 0 до 3320 м. Охранный статус вида не оценивался, он безвреден для человека. Служат кормом рыбам (Arctozenus risso, Anoplopoma fimbria, Clupea harengus, Triglops murrayi, Triglops pingelii, Boreogadus saida, Micromesistius poutassou, Pleurogrammus monopterygius, Mallotus villosus, Atheresthes stomias, Glyptocephalus stelleri, Hippoglossoides platessoides, Reinhardtius hippoglossoides, Sebastes aleutianus, Sebastes polyspinis, Oncorhynchus gorbuscha, Oncorhynchus keta и Oncorhynchus nerka), моллюску Gonatus fabricii и морским млекопитающим (Pagophilus groenlandicus и Pusa hispida).